# الطور (الحديدة)

تعديل مصدري - تعديل

الطور هي إحدى قرى مديرية المراوعة، التابعة لمحافظة الحديدة اليمنية، بلغ تعداد سكانها 2126 نسمة حسب الإحصاء الذي جرى عام 2004.